# دنی رز
دنیل لی رز (انگلیسی: Daniel Lee Rose؛ زادهٔ ۲ ژوئیهٔ ۱۹۹۰) بازیکن فوتبال اهل انگلستان است. او تاکنون در تیم‌های لیدز یونایتد، تاتنهام هاتسپر، پیتربورو یونایتد، بریستول سیتی، ساندرلند، نیوکاسل یونایتد و واتفورد بازی کرده‌است.